# Jean-Marc Lescure
Pas d'image ? Cliquez ici

a Compétitions nationales et continentales officielles uniquement.

b Matchs officiels uniquement.
Jean-Marc Lescure, né le 24 juillet 1963 à Albi, est un joueur français de rugby à XV qui joue au poste de demi d'ouverture ou d'arrière.
Il a fait partie des buteurs les plus prolifiques de sa génération. Il est également connu pour sa grande maîtrise du drop goal.

## Biographie

### Débuts au SC Albi
Natif d'Albi, Jean-Marc Lescure commence le rugby au Sporting club albigeois et dispute dès 17 ans son premier match en équipe première au poste d’arrière.

#### Vainqueur des All Black
Le 4 novembre 1981, il vient renforcer une sélection alpine pour affronter l'équipe de Nouvelle-Zélande pour leur tournée au stade Charles-Berty de Grenoble.
Les All blacks y essuieront la seule défaite (16-18) de toute leur tournée européenne avec tous les points de la sélection des Alpes marqués par l'ouvreur du FC Grenoble, Pierre Pommier.

#### Jean-Marc Lescure maintient Albi en groupe A
Redoutable buteur, il passe 5 saisons en groupe A (l’élite du rugby français) de 1980 à 1985 au Sporting club albigeois, puis il part au Racing Club narbonnais après la relégation du SCA en 1985.
À partir de là, il ne jouera plus qu’au poste d’ouvreur.

### Transfert au RC Narbonne

#### Triple vainqueur du challenge Yves du Manoir
Avec Narbonne, Jean-Marc Lescure remporte 3 fois consécutivement le challenge Yves du Manoir en 1989, 1990 et 1991 avec le Racing Club narbonnais.
Il dispute aussi 2 demi-finales du championnat de France avec le club Narbonnais en 1988 et 1989.
Au tour précédent, il réussit 20 points contre Grenoble avec un 100 pour cent dans ses tentatives de but.

#### Tournée avec l’équipe de France
Il est également sélectionné avec l’équipe de France pour la tournée en Nouvelle-Zélande en 1989.
Il dispute 2 matchs contre les équipes de Province au poste de demi d’ouverture.
Plaqué à retardement par Richard Pool-Jones lors de la réception du Biarritz olympique en Décembre 1993, Il se casse la jambe et ne reviendra jamais au plus haut niveau. Il raccroche ainsi les crampons à 31 ans seulement.

## Palmarès

### En club
- Challenge Yves du Manoir : 
  - Vainqueur (3) : 1989, 1990 et 1991
  - Finaliste (1) : 1992

- Challenge Jean-Bouin :
  - Vainqueur (1) : 1988
  - Finaliste (1) : 1989

### En équipe nationale
- France B : 1 sélection en 1990[6]